# Liste des chapelles de l'Aisne
La liste des chapelles de l'Aisne présente les chapelles de culte catholique situées sur le territoire des communes du départements français de Aisne.
Il est fait état des diverses protections dont elles peuvent bénéficier, et notamment les inscriptions et classements au titre des monuments historiques.
Toutes sont situées dans le diocèse de Soissons, Laon et Saint-Quentin.

## Liste
| Chapelle                                                                     | Commune                    | Adresse | Coordonnées                      | Notice         | Protection        | Date | Illustration                                                     |
| ---------------------------------------------------------------------------- | -------------------------- | ------- | -------------------------------- | -------------- | ----------------- | ---- | ---------------------------------------------------------------- |
| Chapelle Saint-Agapit de Séchelles                                           | Agnicourt-et-Séchelles     |         | 49° 42′ 41″ nord, 3° 58′ 39″ est |                |                   |      | Chapelle Saint-Agapit de Séchelles                               |
| Chapelle Notre-Dame-de-Bon-Secours de Beauvois-en-Vermandois                 | Beauvois-en-Vermandois     |         | 49° 50′ 15″ nord, 3° 06′ 38″ est |                |                   |      | Image manquante Téléverser                                       |
| Chapelle du cimetière américain du Bois-Belleau                              | Belleau                    |         | 49° 04′ 40″ nord, 3° 17′ 30″ est |                |                   |      | Chapelle du cimetière américain du Bois-Belleau                  |
| Chapelle Saint-Claude de Berzy-le-Sec                                        | Berzy-le-Sec               |         | 49° 19′ 59″ nord, 3° 18′ 42″ est |                |                   |      | Chapelle Saint-Claude de Berzy-le-Sec                            |
| Chapelle Saint-Rufin-et-Saint-Valère de Wallée                               | Beugneux                   |         | 49° 12′ 33″ nord, 3° 25′ 09″ est |                |                   |      | Image manquante Téléverser                                       |
| Chapelle de l'hôtel de Fourcroy de Blérancourt                               | Blérancourt                |         | 49° 30′ 54″ nord, 3° 09′ 05″ est |                |                   |      | Chapelle de l'hôtel de Fourcroy de Blérancourt                   |
| Chapelle Notre-Dame de Bohain                                                | Bohain-en-Vermandois       |         | 49° 59′ 11″ nord, 3° 27′ 34″ est |                |                   |      | Chapelle Notre-Dame de Bohain                                    |
| Chapelle Saint-Jean-Baptiste de Saint-Acquaire                               | Boncourt                   |         | 49° 38′ 18″ nord, 3° 57′ 34″ est |                |                   |      | Image manquante Téléverser                                       |
| Chapelle Notre-Dame-des-Douleurs de Bony                                     | Bony                       |         | 50° 00′ 03″ nord, 3° 13′ 45″ est |                |                   |      | Chapelle Notre-Dame-des-Douleurs de Bony                         |
| Chapelle Sainte-Madeleine de Bourguignon-sous-Montbavin                      | Bourguignon-sous-Montbavin |         | 49° 31′ 41″ nord, 3° 32′ 25″ est |                |                   |      | Image manquante Téléverser                                       |
| Chapelle Sainte-Marguerite de Bucy-le-Long                                   | Bucy-le-Long               |         | 49° 23′ 25″ nord, 3° 24′ 50″ est | « PA00115564 » | Classé MH         | 1920 | Chapelle Sainte-Marguerite de Bucy-le-Long                       |
| Chapelle de la Délivrance du Boujon                                          | Buironfosse                |         | 49° 57′ 09″ nord, 3° 50′ 23″ est |                |                   |      | Image manquante Téléverser                                       |
| Chapelle Saint-Roch de Bresson                                               | Camelin                    |         | 49° 31′ 00″ nord, 3° 08′ 20″ est |                |                   |      | Image manquante Téléverser                                       |
| Chapelle du cimetière de Caulaincourt                                        | Caulaincourt               |         | 49° 51′ 57″ nord, 3° 06′ 17″ est |                |                   |      | Image manquante Téléverser                                       |
| Chapelle du Souvenir de Cerny-en-Laonnois                                    | Cerny-en-Laonnois          |         | 49° 26′ 35″ nord, 3° 40′ 02″ est | « PA02000092 » | Inscrit MH        | 2017 | Chapelle du Souvenir de Cerny-en-Laonnois                        |
| Chapelle de Chaudardes                                                       | Chaudardes                 |         | 49° 23′ 27″ nord, 3° 47′ 24″ est |                |                   |      | Chapelle de Chaudardes                                           |
| Chapelle de l'hôpital de Chauny                                              | Chauny                     |         | 49° 37′ 28″ nord, 3° 14′ 01″ est |                |                   |      | Image manquante Téléverser                                       |
| Chapelle Hébert de Chauny                                                    | Chauny                     |         | 49° 37′ 12″ nord, 3° 13′ 14″ est |                |                   |      | Image manquante Téléverser                                       |
| Chapelle du cimetière militaire allemand du fort de la Malmaison             | Chavignon                  |         | 49° 27′ 33″ nord, 3° 31′ 20″ est |                |                   |      | Chapelle du cimetière militaire allemand du fort de la Malmaison |
| Chapelle Saint-Frédéric de Chevresis-Monceau                                 | Chevresis-Monceau          |         | 49° 45′ 22″ nord, 3° 34′ 32″ est |                |                   |      | Chapelle Saint-Frédéric de Chevresis-Monceau                     |
| Chapelle de l'Hôtel-Dieu de Château-Thierry                                  | Château-Thierry            |         | 49° 02′ 47″ nord, 3° 24′ 16″ est |                |                   |      | Chapelle de l'Hôtel-Dieu de Château-Thierry                      |
| Chapelle de la Ferme des Dames                                               | Chéry-Chartreuve           |         | 49° 15′ 54″ nord, 3° 35′ 55″ est | « PA00115594 » | Inscrit MH        | 1927 | Chapelle de la Ferme des Dames                                   |
| Chapelle Sainte-Anne de Cilly                                                | Cilly                      |         | 49° 44′ 34″ nord, 3° 48′ 32″ est |                |                   |      | Image manquante Téléverser                                       |
| Chapelle Saint-Jean de Salsogne                                              | Ciry-Salsogne              |         | 49° 21′ 36″ nord, 3° 28′ 08″ est |                |                   |      | Chapelle Saint-Jean de Salsogne                                  |
| Chapelle du cimetière de Condé-en-Brie                                       | Condé-en-Brie              |         | 49° 00′ 16″ nord, 3° 34′ 02″ est |                |                   |      | Image manquante Téléverser                                       |
| Chapelle du prieuré de Saint-Ouen                                            | Condé-sur-Aisne            |         | 49° 23′ 50″ nord, 3° 28′ 08″ est |                |                   |      | Chapelle du prieuré de Saint-Ouen                                |
| Chapelle du Calvaire de Courcelles-sur-Vesle                                 | Courcelles-sur-Vesle       |         | 49° 20′ 28″ nord, 3° 33′ 52″ est | « PA00115626 » | Inscrit MH        | 1929 | Chapelle du Calvaire de Courcelles-sur-Vesle                     |
| Chapelle Saint-Privat de Couvron-et-Aumencourt                               | Couvron-et-Aumencourt      |         | 49° 38′ 28″ nord, 3° 31′ 31″ est |                |                   |      | Image manquante Téléverser                                       |
| Chapelle Saint-Laurent de Vauxrot                                            | Cuffies                    |         | 49° 23′ 51″ nord, 3° 19′ 40″ est |                |                   |      | Chapelle Saint-Laurent de Vauxrot                                |
| Chapelle mémoriale de la famille Amasse du Petit Foucommé                    | Esquéhéries                |         | 49° 59′ 32″ nord, 3° 43′ 46″ est |                |                   |      | Image manquante Téléverser                                       |
| Chapelle de Faverolles                                                       | Faverolles                 |         | 49° 13′ 32″ nord, 3° 10′ 35″ est |                |                   |      | Image manquante Téléverser                                       |
| Chapelle Saint-Hubert du Sart                                                | Fesmy-le-Sart              |         | 50° 03′ 37″ nord, 3° 43′ 15″ est |                |                   |      | Image manquante Téléverser                                       |
| Chapelle Sainte-Berthe de Filain                                             | Filain                     |         | 49° 27′ 11″ nord, 3° 33′ 03″ est |                |                   |      | Chapelle Sainte-Berthe de Filain                                 |
| Chapelle Saint-Ursmer de Fontenelle                                          | Fontenelle                 |         | 50° 01′ 39″ nord, 3° 51′ 44″ est |                |                   |      | Chapelle Saint-Ursmer de Fontenelle                              |
| Chapelle du cimetière de Foreste                                             | Foreste                    |         | 49° 48′ 18″ nord, 3° 05′ 54″ est |                |                   |      | Chapelle du cimetière de Foreste                                 |
| Chapelle Saint-Nicolas du château d'Auroir                                   | Foreste                    |         | 49° 47′ 58″ nord, 3° 05′ 46″ est |                |                   |      | Chapelle Saint-Nicolas du château d'Auroir                       |
| Chapelle de Villemoyenne                                                     | Fère-en-Tardenois          |         | 49° 10′ 56″ nord, 3° 30′ 14″ est | « PA00115669 » | Inscrit MH        | 1928 | Chapelle de Villemoyenne                                         |
| Chapelle funéraire de Joncourt                                               | Joncourt                   |         | 49° 57′ 18″ nord, 3° 18′ 03″ est |                |                   |      | Chapelle funéraire de Joncourt                                   |
| Chapelle de la Haute-Épine                                                   | L'Épine-aux-Bois           |         | 48° 53′ 42″ nord, 3° 26′ 45″ est |                |                   |      | Image manquante Téléverser                                       |
| Chapelle Saint-Alexandre de Foigny                                           | La Bouteille               |         | 49° 53′ 30″ nord, 3° 58′ 17″ est |                |                   |      | Chapelle Saint-Alexandre de Foigny                               |
| Chapelle Notre-Dame-de-la-Salette de La Capelle                              | La Capelle                 |         | 49° 58′ 49″ nord, 3° 54′ 42″ est |                |                   |      | Image manquante Téléverser                                       |
| Chapelle Sainte-Grimonie de La Capelle                                       | La Capelle                 |         | 49° 58′ 43″ nord, 3° 54′ 58″ est |                |                   |      | Image manquante Téléverser                                       |
| Chapelle Saint-Roch de La Capelle                                            | La Capelle                 |         | 49° 58′ 17″ nord, 3° 55′ 20″ est |                |                   |      | Image manquante Téléverser                                       |
| Chapelle Sainte-Geneviève de Mosloy                                          | La Ferté-Milon             |         | 49° 10′ 33″ nord, 3° 09′ 25″ est |                |                   |      | Image manquante Téléverser                                       |
| Chapelle du Christ-Roi du Grand-Foucommé                                     | La Neuville-lès-Dorengt    |         | 49° 59′ 43″ nord, 3° 42′ 33″ est |                |                   |      | Image manquante Téléverser                                       |
| Chapelle de l'Hôpital général de Laon                                        | Laon                       |         | 49° 33′ 52″ nord, 3° 36′ 50″ est | « PA00115727 » | Inscrit MH        | 1993 | Chapelle de l'Hôpital général de Laon                            |
| Chapelle Saint-Genebaud de Laon                                              | Laon                       |         | 49° 33′ 52″ nord, 3° 36′ 59″ est | « PA00115711 » | Inscrit MH Crypte | 1927 | Image manquante Téléverser                                       |
| Chapelle de la Maladrerie de Montreuil                                       | Laon                       |         | 49° 34′ 12″ nord, 3° 36′ 09″ est |                |                   |      | Image manquante Téléverser                                       |
| Chapelle du collège des frères Le Nain de Laon                               | Laon                       |         | 49° 33′ 36″ nord, 3° 36′ 42″ est |                |                   |      | Image manquante Téléverser                                       |
| Chapelle Saint-Christophe de Semilly-sous-Laon                               | Laon                       |         | 49° 33′ 10″ nord, 3° 36′ 26″ est |                |                   |      | Image manquante Téléverser                                       |
| Chapelle Saint-Jean-Baptiste de Laon                                         | Laon                       |         | 49° 33′ 47″ nord, 3° 37′ 38″ est |                |                   |      | Chapelle Saint-Jean-Baptiste de Laon                             |
| Chapelle du logis de l'abbé de Saint-Martin de Laon                          | Laon                       |         | 49° 33′ 47″ nord, 3° 36′ 38″ est | « IA00066444 » |                   |      | Chapelle du logis de l'abbé de Saint-Martin de Laon              |
| Chapelle Notre-Dame-du-Bon-Secours de Lerzy                                  | Lerzy                      |         | 49° 57′ 03″ nord, 3° 52′ 03″ est |                |                   |      | Image manquante Téléverser                                       |
| Chapelle de la maison de retraite de Liesse-Notre-Dame                       | Liesse-Notre-Dame          |         | 49° 36′ 40″ nord, 3° 48′ 04″ est |                |                   |      | Image manquante Téléverser                                       |
| Chapelle Saint-Sylvestre de Luzoir                                           | Luzoir                     |         | 49° 55′ 16″ nord, 3° 57′ 41″ est |                |                   |      | Image manquante Téléverser                                       |
| Chapelle Sainte-Marguerite de Dampcourt                                      | Marest-Dampcourt           |         | 49° 35′ 30″ nord, 3° 08′ 14″ est |                |                   |      | Chapelle Sainte-Marguerite de Dampcourt                          |
| Chapelle Saint-Nicolas de Marle                                              | Marle                      |         | 49° 44′ 34″ nord, 3° 46′ 23″ est |                |                   |      | Image manquante Téléverser                                       |
| Chapelle Notre-Dame de Monceau-lès-Leups                                     | Monceau-lès-Leups          |         | 49° 40′ 08″ nord, 3° 28′ 16″ est |                |                   |      | Image manquante Téléverser                                       |
| Chapelle du cimetière de Mons-en-Laonnois                                    | Mons-en-Laonnois           |         | 49° 32′ 02″ nord, 3° 33′ 16″ est |                |                   |      | Image manquante Téléverser                                       |
| Chapelle de la commanderie des Templiers de Moisy                            | Montigny-l'Allier          |         | 49° 06′ 54″ nord, 3° 04′ 59″ est |                |                   |      | Chapelle de la commanderie des Templiers de Moisy                |
| Chapelle Saint-Humbert de Mézières-sur-Oise                                  | Mézières-sur-Oise          |         | 49° 47′ 03″ nord, 3° 24′ 20″ est |                |                   |      | Image manquante Téléverser                                       |
| Chapelle Saint-Front des Bruyères                                            | Neuilly-Saint-Front        |         | 49° 09′ 56″ nord, 3° 15′ 55″ est |                |                   |      | Chapelle Saint-Front des Bruyères                                |
| Chapelle Notre-Dame-des-Sept-Douleurs de Neuve-Maison                        | Neuve-Maison               |         | 49° 55′ 52″ nord, 4° 01′ 40″ est |                |                   |      | Chapelle Notre-Dame-des-Sept-Douleurs de Neuve-Maison            |
| Chapelle des Templiers de Nouvion-et-Catillon                                | Nouvion-et-Catillon        |         | 49° 43′ 00″ nord, 3° 31′ 11″ est | « PA00115846 » | Inscrit MH        | 1928 | Chapelle des Templiers de Nouvion-et-Catillon                    |
| Chapelle de la Demi-Lieue                                                    | Ohis                       |         | 49° 54′ 41″ nord, 4° 00′ 14″ est |                |                   |      | Image manquante Téléverser                                       |
| Chapelle de Courjumelles                                                     | Origny-Sainte-Benoite      |         | 49° 49′ 23″ nord, 3° 32′ 44″ est |                |                   |      | Chapelle de Courjumelles                                         |
| Chapelle Saint-Vincent-de-Paul d'Origny-en-Thiérache                         | Origny-en-Thiérache        |         | 49° 53′ 28″ nord, 4° 00′ 59″ est |                |                   |      | Chapelle Saint-Vincent-de-Paul d'Origny-en-Thiérache             |
| Chapelle Saint-Martin de Courtecon                                           | Pancy-Courtecon            |         | 49° 27′ 17″ nord, 3° 38′ 58″ est |                |                   |      | Chapelle Saint-Martin de Courtecon                               |
| Chapelle Sainte-Berthe de Pargny-Filain                                      | Pargny-Filain              |         | 49° 27′ 11″ nord, 3° 33′ 03″ est |                |                   |      | Image manquante Téléverser                                       |
| Chapelle Sainte-Yolaine de Pleine-Selve                                      | Pleine-Selve               |         | 49° 47′ 39″ nord, 3° 31′ 53″ est |                |                   |      | Chapelle Sainte-Yolaine de Pleine-Selve                          |
| Chapelle Saint-Pierre-et-Saint-Paul de Vaurseine                             | Ployart-et-Vaurseine       |         | 49° 29′ 52″ nord, 3° 44′ 13″ est |                |                   |      | Chapelle Saint-Pierre-et-Saint-Paul de Vaurseine                 |
| Chapelle Notre-Dame des Boves                                                | Presles-et-Boves           |         | 49° 23′ 30″ nord, 3° 32′ 37″ est |                |                   |      | Image manquante Téléverser                                       |
| Chapelle Notre-Dame-de-la-Salette de Proix                                   | Proix                      |         | 49° 53′ 51″ nord, 3° 33′ 44″ est |                |                   |      | Chapelle Notre-Dame-de-la-Salette de Proix                       |
| Chapelle Notre-Dame-des-Sept-Douleurs de Prémont                             | Prémont                    |         | 50° 01′ 03″ nord, 3° 24′ 14″ est |                |                   |      | Chapelle Notre-Dame-des-Sept-Douleurs de Prémont                 |
| Chapelle de l'abbaye de Prémontré                                            | Prémontré                  |         | 49° 32′ 48″ nord, 3° 24′ 38″ est |                |                   |      | Chapelle de l'abbaye de Prémontré                                |
| Chapelle Saint-Théodulphe de Raillimont                                      | Raillimont                 |         | 49° 42′ 24″ nord, 4° 09′ 09″ est |                |                   |      | Image manquante Téléverser                                       |
| Chapelle de la Sainte-Vierge-Protectrice de Remies                           | Remies                     |         | 49° 41′ 05″ nord, 3° 32′ 16″ est |                |                   |      | Image manquante Téléverser                                       |
| Chapelle du château de Montois                                               | Ressons-le-Long            |         | à géolocaliser                   |                |                   |      | Chapelle du château de Montois                                   |
| Chapelle de l'abbaye Saint-Nicolas-des-Prés de Ribemont                      | Ribemont                   |         | 49° 48′ 15″ nord, 3° 27′ 24″ est |                |                   |      | Chapelle de l'abbaye Saint-Nicolas-des-Prés de Ribemont          |
| Chapelle Saint-Germain de Ribemont                                           | Ribemont                   |         | 49° 47′ 54″ nord, 3° 27′ 52″ est |                |                   |      | Chapelle Saint-Germain de Ribemont                               |
| Chapelle Notre-Dame-des-Champs de Rocquigny                                  | Rocquigny                  |         | 50° 01′ 36″ nord, 3° 58′ 34″ est |                |                   |      | Image manquante Téléverser                                       |
| Chapelle Notre-Dame des Hayettes                                             | Rocquigny                  |         | 50° 01′ 32″ nord, 3° 57′ 47″ est |                |                   |      | Image manquante Téléverser                                       |
| Chapelle du prieuré Saint-Nicolas de Roucy                                   | Roucy                      |         | 49° 22′ 18″ nord, 3° 48′ 53″ est |                |                   |      | Chapelle du prieuré Saint-Nicolas de Roucy                       |
| Chapelle Notre-Dame de Rozoy-sur-Serre                                       | Rozoy-sur-Serre            |         | 49° 42′ 58″ nord, 4° 08′ 04″ est |                |                   |      | Chapelle Notre-Dame de Rozoy-sur-Serre                           |
| Chapelle Notre-Dame-de-la-Pitié d'Apremont                                   | Rozoy-sur-Serre            |         | 49° 43′ 07″ nord, 4° 09′ 19″ est |                |                   |      | Image manquante Téléverser                                       |
| Chapelle de la Manufacture royale des glaces de Saint-Gobain                 | Saint-Gobain               |         | 49° 35′ 55″ nord, 3° 22′ 30″ est |                |                   |      | Chapelle de la Manufacture royale des glaces de Saint-Gobain     |
| Chapelle de la Charité de Saint-Quentin                                      | Saint-Quentin              |         | 49° 50′ 38″ nord, 3° 17′ 19″ est | « PA02000056 » | Inscrit MH        | 2005 | Chapelle de la Charité de Saint-Quentin                          |
| Chapelle de la clinique Saint-François de Saint-Quentin                      | Saint-Quentin              |         | 49° 50′ 24″ nord, 3° 18′ 15″ est |                |                   |      | Image manquante Téléverser                                       |
| Chapelle de l'établissement scolaire Saint-Jean-et-la-Croix de Saint-Quentin | Saint-Quentin              |         | 49° 50′ 51″ nord, 3° 17′ 33″ est |                |                   |      | Image manquante Téléverser                                       |
| Chapelle Sainte-Thérèse-de-l'Enfant-Jésus de Neuville                        | Saint-Quentin              |         | 49° 50′ 02″ nord, 3° 18′ 30″ est |                |                   |      | Chapelle Sainte-Thérèse-de-l'Enfant-Jésus de Neuville            |
| Chapelle de la Grande Folie                                                  | Serain                     |         | 50° 01′ 20″ nord, 3° 21′ 12″ est |                |                   |      | Chapelle de la Grande Folie                                      |
| Chapelle du cimetière américain de Seringes-et-Nesles                        | Seringes-et-Nesles         |         | 49° 12′ 13″ nord, 3° 32′ 50″ est |                |                   |      | Chapelle du cimetière américain de Seringes-et-Nesles            |
| Chapelle des Dormants                                                        | Sissy                      |         | 49° 48′ 18″ nord, 3° 26′ 08″ est | « PA00115935 » | Classé MH         | 1920 | Chapelle des Dormants                                            |
| Chapelle de l'hôpital de Soissons                                            | Soissons                   |         | 49° 22′ 12″ nord, 3° 20′ 02″ est |                |                   |      | Chapelle de l'hôpital de Soissons                                |
| Chapelle du lycée professionnel Saint-Vincent-de-Paul de Soissons            | Soissons                   |         | 49° 22′ 33″ nord, 3° 20′ 07″ est |                |                   |      | Image manquante Téléverser                                       |
| Chapelle du lycée Saint-Remi de Soissons                                     | Soissons                   |         | 49° 22′ 34″ nord, 3° 19′ 22″ est |                |                   |      | Chapelle du lycée Saint-Remi de Soissons                         |
| Chapelle Saint-Charles de Soissons                                           | Soissons                   |         | 49° 22′ 42″ nord, 3° 19′ 29″ est |                |                   |      | Chapelle Saint-Charles de Soissons                               |
| Chapelle Saint-Crépin de Soissons                                            | Soissons                   |         | 49° 23′ 02″ nord, 3° 18′ 45″ est |                |                   |      | Image manquante Téléverser                                       |
| Chapelle de la Gerbette                                                      | Sommeron                   |         | 49° 57′ 03″ nord, 3° 56′ 58″ est |                |                   |      | Image manquante Téléverser                                       |
| Chapelle Notre-Dame de Sorbais                                               | Sorbais                    |         | 49° 54′ 21″ nord, 3° 53′ 27″ est |                |                   |      | Image manquante Téléverser                                       |
| Chapelle Sainte-Geneviève de Fay-le-Noyer                                    | Surfontaine                |         | 49° 44′ 42″ nord, 3° 29′ 38″ est |                |                   |      | Image manquante Téléverser                                       |
| Chapelle Sainte-Geneviève de Tartiers                                        | Tartiers                   |         | 49° 25′ 47″ nord, 3° 13′ 46″ est |                |                   |      | Image manquante Téléverser                                       |
| Chapelle de la Nativité-de-la-Vierge de Canlers                              | Travecy                    |         | 49° 41′ 29″ nord, 3° 19′ 28″ est |                |                   |      | Image manquante Téléverser                                       |
| Chapelle du château de Mailly                                                | Urcel                      |         | 49° 30′ 21″ nord, 3° 34′ 05″ est |                |                   |      | Image manquante Téléverser                                       |
| Chapelle de la carrière de Rouge-Maison                                      | Vailly-sur-Aisne           |         | 49° 25′ 08″ nord, 3° 31′ 46″ est | « PA02000012 » | Classé MH         | 1998 | Chapelle de la carrière de Rouge-Maison                          |
| Chapelle Saint-Pierre de Chivy                                               | Vendresse-Beaulne          |         | 49° 25′ 55″ nord, 3° 39′ 04″ est |                |                   |      | Image manquante Téléverser                                       |
| Chapelle du monastère Sainte-Claire de Vermand                               | Vermand                    |         | 49° 53′ 07″ nord, 3° 09′ 15″ est |                |                   |      | Image manquante Téléverser                                       |
| Chapelle Saint-Blaise de Vermand                                             | Vermand                    |         | 49° 52′ 42″ nord, 3° 09′ 30″ est |                |                   |      | Chapelle Saint-Blaise de Vermand                                 |
| Chapelle Saint-Blaise de Villecholles                                        | Vermand                    |         | 49° 53′ 00″ nord, 3° 09′ 53″ est |                |                   |      | Image manquante Téléverser                                       |
| Chapelle Saint-Quentin de Vermand                                            | Vermand                    |         | 49° 52′ 28″ nord, 3° 08′ 48″ est |                |                   |      | Image manquante Téléverser                                       |
| Chapelle Sainte-Anne de Vervins                                              | Vervins                    |         | 49° 49′ 47″ nord, 3° 53′ 44″ est |                |                   |      | Chapelle Sainte-Anne de Vervins                                  |
| Chapelle Sainte-Marie de Villeneuve-Saint-Germain                            | Villeneuve-Saint-Germain   |         | 49° 22′ 46″ nord, 3° 21′ 33″ est |                |                   |      | Chapelle Sainte-Marie de Villeneuve-Saint-Germain                |
| Chapelle du Christ-Rédempteur de Guignicourt                                 | Villeneuve-sur-Aisne       |         | 49° 26′ 03″ nord, 3° 58′ 00″ est |                |                   |      | Image manquante Téléverser                                       |
| Chapelle du château de Villers-Hélon                                         | Villers-Hélon              |         | 49° 15′ 49″ nord, 3° 15′ 30″ est |                |                   |      | Image manquante Téléverser                                       |
| Chapelle du Sacré-Cœur-de-Jésus-Pénitent de Beautroux                        | Étaves-et-Bocquiaux        |         | 49° 55′ 25″ nord, 3° 25′ 49″ est |                |                   |      | Chapelle du Sacré-Cœur-de-Jésus-Pénitent de Beautroux            |
| Chapelle du massacre du 2 septembre 1944 du Gard                             | Étreux                     |         | 50° 00′ 09″ nord, 3° 40′ 58″ est |                |                   |      | Image manquante Téléverser                                       |